# Mary Waldron
Mary Veronica Waldron, född 5 maj 1984, är en irländsk fotbollsspelare och cricketspelare.
Waldron har representerat både Irlands damlandslag i fotboll och Irlands damlandslag i cricket. Hon har även dömt cricketmatcher.

## Fotboll

### Klubb
Waldron nominerades till årets FAI U18 Damspelare åren 2001 och 2002, när hon spelade för St James's Gate. Hon gavs ett sportstipendium på University College Dublin 2003. I finalen av Damernas FAI-cup 2004, som spelades i Lansdowne Road, var Waldron en del av UCD-laget som besegrade Dundalk City 4–1.
I juli 2004 gjorde Waldron sin Uefa Women's Cup-debut för UCD; i en 5–0 förlust mot Montpellier HSC.
Waldron gjorde ett straffmål under stopptid i finalen av Damernas FAI-cup 2008, då St Francis besegrade Peamont United 2–1 i Richmond Park. Hon spelade även i finalen nästgående år, då St Francis besegrade St Catherine's för att vinna cupen andra året i rad. I finalen 2011 gjorde Waldron det första målet för St Catherine's i en 3–1 vinst mot Wilton United i Turners Cross.

### Landslag
Waldron var kapten för Irland på U19-nivå. Tränaren Noel King gav Waldron sin debut för seniorlaget när han spelade henne i en 2–1 vänskapsmatchvinst mot Färöarna i Klaksvík på 12 oktober 2004. I oktober 2011 spelade hon sin andra match för landslaget, som en avbytare i 86:e minuten i en 1–0 vänskapsmatchförlust mot Schweiz.
Waldron representerade även irländska universitet i Sommaruniversiaden 2009 i Belgrad.

## Cricket
I juli 2010 gjorde Waldron sin ODI-debut för Irlands damlandslag i cricket mot Nya Zeeland i Kibworth Cricket Club New Ground. Hon är en wicket-keeper. I juni 2018 kallades hon till det irländska laget som deltog i Kvalspelet till damernas ICC T20-VM 2018. I oktober 2018 kallades hon även till det irländska laget som deltog i Damernas ICC T20-VM 2018 i Västindien.
I augusti 2019 kallades hon till det irländska lag som deltog i  Kvalspelet till damernas ICC T20-VM 2020 i Skottland. I juli 2020 gavs Waldron ett deltids-professionellt kontrakt av Cricket Ireland för det följande året. I november 2021 kallades Waldron till det irländska lag som deltog i Kvalspelet till damernas ICC T20-VM 2022 i Zimbabwe.

### Dömande
Utöver fotbollsspelare och cricketspelare är Waldron även en cricketdomare. I oktober 2016 blev hon den första kvinnliga domaren på 38 år som dömde Grade cricket herrmatch i Sydaustralien. I augusti 2018 blev hon den första irländska kvinnan att döma en List-A herrmatch. I maj 2019 utsågs hon till en av åtta kvinnor i ICC:s utvecklingspanel av domare. I juni 2019 dömde Waldron sin första T20I match; en match mellan Italien och Norge i den regionala finalen av Kvalspelet till herrarnas ICC T20-VM 2021 – Europa. Mellan september till oktober 2019 dömde hon den inhemska australiska dam-T20-ligan, Damernas Big Bash League.